# Provincia de Calatayud
Calatayud fue una antigua provincia española creada el 27 de enero de 1822, durante el Trienio Liberal. 
Comprendía las comarcas zaragozanas de Comunidad de Calatayud, Campo de Daroca, Aranda, y sur de Valdejalón, el norte de la turolense comarca del Jiloca, así como municipios limítrofes de las actuales provincias de Soria y Guadalajara. Hubo debates previos en las Cortes sobre si la mayor parte de estas poblaciones debían radicar en la futura provincia de Teruel o constituir una provincia diferente. Su población era de 105.947 habitantes, lo que representaba el 0,9% de la población total española de la época. Su capital era Calatayud.
Cuando Fernando VII consigue terminar con el trienio liberal y restaura el absolutismo, el 1 de octubre de 1823 se revoca la división territorial de enero del 22, para recuperar la división administrativa anterior. La Reforma de Javier de Burgos en 1833 recuperará la división de 1822, excepto las provincias de Calatayud, Villafranca del Bierzo y Játiva.
En 1842 se abrió de nuevo el debate sobre la organización provincial y la provincia de Calatayud, así como otras, reaparecieron en el proyecto de división provincial de Fermín Caballero. La provincia bilbilitana contó con la firme oposición de las provincias vecinas de Guadalajara, Soria y Zaragoza, descartándose finalmente la pretensión de Calatayud.

## La creación de la provincia de Calatayud
Las Cortes españolas debatieron la configuración territorial provincial en la sesión celebrada el 7 de octubre de 1821. La creación de la Provincia de Calatayud fue debatida, puesta a votación y aprobada, los resultados: 76 votos a favor y 32 en contra. Las competencias de las provincias fueron muy variadas: reemplazos, beneficencia, educación, obras, exámenes de cuentas, etc. El 30 de diciembre de 1821 las Cortes aprobaron los límites territoriales de Provincia de Calatayud, entre los pueblos integrados los había incluso del entorno de Medinaceli y Molina de Aragón.
En 1822 ya establecido el marco jurídico, la Diputación de Calatayud fue constituida, La integraron el jefe político, que la presidía, el intendente y siete diputados provinciales provenientes de los diferentes partidos judiciales de la Provincia. Comenzó a gestionar asuntos y a elaborar documentos y expedientes derivados de su actividad administrativa.

## Los presidentes de la Diputación provincial de Calatayud
Miguel Cabrera de Nevares fue el primer presidente de la Diputación de Calatayud. De ideología liberal, redactó una Memoria en la que asumía la tendencia independentista de las colonias españolas en América. Como consecuencia del triunfo de los absolutistas huyó de España en 1823. Fue profesor de español en la Universidad de Nueva York. Regresó a España en 1834, para ocupar los cargos de gobernador civil en Toledo, Lérida y Madrid. Falleció en 1843.
El segundo y último presidente de la Diputación provincial fue el militar liberal Juan López Pinto, que tuvo que huir hacia el sur como consecuencia de la ocupación del territorio por los ejércitos invasores de los "Cien mil hijos de San Luis". En 1831 fue fusilado junto a otros militares de ideología liberal, entre ellos el general José María Torrijos.

## Los diputados de la Diputación Provincial de Calatayud
Los primeros diputados de la Diputación de Calatayud fueron:
- Francisco Domingo Ferro: Abad de la colegiata de Medinaceli.
- Mariano Palacios: Teniente de fragata retirado
- Francisco Lozano: Presbítero de Used
- Joaquín Ortiz de Velasco: Hacendado de Aranda
- Juan Pablo Catalina: Hacendado de Calatayud
- Vicente Carrascosa: Hacendado de Aniñón
- Nicolás Oseñalde: Abogado de Daroca

## El final del trienio liberal
Entre 1821 y 1823 se hizo realidad una de las aspiraciones de la ciudad de Calatayud, ser la capital de una amplia área de municipios, poblados por más de 100.000 habitantes. La capacidad de atracción de la ciudad sobre su área circundante fue reconocida y resaltada con la creación de la Diputación provincial de Calatayud, una institución con poder político y de gestión administrativa, que abría una perspectiva prometedora de desarrollo.
Pero la vida de la Provincia de Calatayud fue breve, su existencia concluyó con el decreto de 1 de octubre de 1823, por el cual Fernando VII declaró nulos todos los actos del Gobierno constitucional, entre ellos la creación de la Diputación Provincial de Calatayud, que desde ese momento dejó de existir. Contó con varios intentos más de restauración que no florecieron, principalmente por la oposición de las provincias que se habían repartido los pueblos de la exigua provincia ante la perspectiva de perder poder, y aún hoy en día es vista con añoranza por parte de la población bilbilitana.

## Municipios que la componían
Actual provincia de Guadalajara:
- Algar (hoy, Algar de Mesa)
- Amayas (actualmente desaparecido; integrado en Tartanedo)
- Anchuela del Campo (actualmente desaparecido; integrado en Establés)
- Anchuela del Pedregal (actualmente desaparecido; integrado en Molina de Aragón)
- Aragoncillo (actualmente desaparecido; integrado en Corduente)
- Balbacil (actualmente desaparecido; integrado en Maranchón)
- Campillo de Dueñas
- Cillas (actualmente desaparecido; integrado en Rueda de la Sierra)
- Codes (actualmente desaparecido; integrado en Maranchón)
- Concha (actualmente desaparecido; integrado en Tartanedo)
- Cubillejo del Sitio (actualmente desaparecido; integrado en Molina de Aragón)
- Cubillejo de la Sierra (actualmente desaparecido; integrado en Molina de Aragón)
- Embid
- El Pedregal
- Establés
- Fuentelsaz
- Hinojosa (actualmente desaparecido; integrado en Tartanedo)
- Labros (actualmente desaparecido; integrado en Tartanedo)
- La Yunta
- Milmarcos
- Mochales
- Pardos
- Rueda (hoy, Rueda de la Sierra)
- Tartanedo
- Torrubia
- Tortuera
- Turmiel (actualmente desaparecido; integrado en Maranchón)
- Villel de Mesa

Actual provincia de Soria:
- Almaluez
- Arcos (hoy, Arcos de Jalón)
- Aguaviva de las Peñas (hoy, Aguaviva de la Vega)/(actualmente desaparecido; integrado en Almaluez)
- Beltejar (actualmente desaparecido; integrado en Medinaceli)
- Benamira (actualmente desaparecido; integrado en Medinaceli)
- Esteras de Medinaceli (actualmente desaparecido; integrado en Medinaceli)
- Iruecha (actualmente desaparecido; integrado en Arcos de Jalón)
- Jubera (actualmente desaparecido; integrado en Arcos de Jalón)
- Judes (actualmente desaparecido; integrado en Arcos de Jalón)
- Laina (hoy, Layna)/(actualmente desaparecido; integrado en Arcos de Jalón)
- Montuenga (hoy, Montuenga de Soria)/(actualmente desaparecido; integrado en Arcos de Jalón)
- Sagides (actualmente desaparecido; integrado en Arcos de Jalón)
- Somaén (actualmente desaparecido; integrado en Arcos de Jalón)
- Utrilla (actualmente desaparecido; integrado en Arcos de Jalón)
- Velilla (hoy, Velilla de Medinaceli)/(actualmente desaparecido; integrado en Arcos de Jalón)
- Medinaceli
- Santa María de Huerta

Actual provincia de Teruel:
- Báguena
- Bea
- Bello
- Burbáguena
- Castejón de Tornos
- Cucalón
- Cuencabuena (actualmente desaparecido; integrado en Calamocha)
- Ferreruela
- Odón
- Lagueruela
- Luco de Giloca (hoy, Luco de Jiloca)/(actualmente desaparecido; integrado en Calamocha)
- San Martín del Río
- Tornos
- Torralba de los Sisones

Actual provincia de Zaragoza:
- Actual comarca del Aranda:
  - Aranda (hoy, Aranda de Moncayo)
  - Brea (hoy, Brea de Aragón)
  - Calcena
  - Gotor
  - Illueca
  - Jarque
  - Mesones (hoy, Mesones de Isuela)
  - Oseja
  - Pomer
  - Perujosa (hoy, Purujosa)
  - Sestrica
  - Tierga
  - Trasobares
  - Viver de la Sierra (actualmente desaparecido; integrado en Sestrica)

- Actual comarca del Campo de Cariñena:
  - Encinacorba

- Actual comarca de la Comunidad de Calatayud:
  - Abanto
  - Alarba
  - Alconchel (hoy, Alconchel de Ariza)
  - Alhama (hoy, Alhama de Aragón)
  - Aluenda (actualmente desaparecido; integrado en El Frasno)
  - Aniñón
  - Arándiga
  - Ariza
  - Ateca
  - Belmonte (hoy, Belmonte de Gracián)
  - Berdejo
  - Bijuesca
  - Bordalva (hoy, Bordalba)
  - Bubierca
  - Cabolafuente
  - Calatayud
  - Calmarza
  - Campillo (hoy, Campillo de Aragón)
  - Carenas
  - Castejón de Alarba
  - Castejón de las Armas
  - Cervera de Aniñón (hoy, Cervera de la Cañada)
  - Cetina
  - Cimballa
  - Clarés (hoy, Clarés de Ribota)
  - Codos
  - Contamina
  - Embid de Ariza
  - Embid de la Ribera (actualmente desaparecido; integrado en Calatayud)
  - El Frasno
  - Fuentes de Jiloca
  - Godojos
  - Huérmeda (actualmente desaparecido; integrado en Calatayud)
  - Ibdes
  - Inogés (actualmente desaparecido; integrado en El Frasno)
  - Jaraba
  - Lavilueña (hoy, La Vilueña)
  - Malanquilla
  - Maluenda
  - Mara
  - Miedes (hoy, Miedes de Aragón)
  - Monreal de Ariza
  - Monterde
  - Montón
  - Morata de Jiloca
  - Morés
  - Moros
  - Munébrega
  - Nigüella
  - Nuévalos
  - Olver (hoy, Olvés)
  - Orera
  - Paracuellos de Jiloca
  - Paracuellos de la Ribera
  - Pardos (actualmente desaparecido; integrado en Abanto)
  - Pozuel de Ariza
  - Purroy (actualmente desaparecido; integrado en Morés)
  - Ruesca
  - Sabiñán
  - Sediles
  - Señoría de Sabiñán (actualmente desaparecido; integrado en Sabiñán)
  - Señoría de Terrer (actualmente desaparecido; integrado en Terrer)
  - Sisamón
  - Terrer
  - Toved (hoy, Tobed)
  - Torralba (hoy, Torralba de Ribota)
  - Torrehermosa
  - Torrelapaja
  - Torres (actualmente desaparecido; integrado en Calatayud)
  - Torrijo (hoy, Torrijo de la Cañada)
  - Valtorres
  - Velilla de Jiloca
  - Villafeliche
  - Villalba
  - Villalengua
  - Villarroya de la Sierra
  - Viver de Vicort (actualmente desaparecido; integrado en Belmonte de Gracián)

- Actual comarca del Campo de Daroca:
  - Acered
  - Aldehuela de Liestos
  - Anento
  - Atea
  - Badules
  - Balconchán
  - Berrueco
  - Cerveruela
  - Cubel
  - Las Cuerlas
  - Daroca
  - Fombuena
  - Gallocanta
  - Herrera (hoy, Herrera de los Navarros)
  - Langa (hoy, Langa del Castillo)
  - Lechón
  - Luesma
  - Mainar
  - Manchones
  - Murera (hoy, Murero)
  - Nombrevilla
  - Orcajo
  - Retascón
  - Romanos
  - Santed
  - Torralba de los Frailes
  - Torralvilla (hoy, Torralbilla)
  - Used
  - Val de San Martín
  - Valdeorna (hoy, Valdehorna)
  - Villadoz
  - Villanueva de Jiloca
  - Villar de los Navarros
  - Villa-Real (hoy, Villarreal de Huerva)
  - Villarroya (hoy, Villarroya del Campo)

- Actual comarca del Valdejalón:
  - Alpartir
  - Almonacid de la Sierra
  - Chodes
  - Morata de Jalón
  - La Almunia de Doña Godina
  - Santa Cruz de Toved (hoy, Santa Cruz de Grío)
  - Villanueva de Jalón (actualmente desaparecido; integrado en Chodes)